# Metal Gear Solid V: The Phantom Pain
 (mars 2017).
Si vous disposez d'ouvrages ou d'articles de référence ou si vous connaissez des sites web de qualité traitant du thème abordé ici, merci de compléter l'article en donnant les références utiles à sa vérifiabilité et en les liant à la section « Notes et références ».
Metal Gear Solid V: The Phantom Pain est un jeu vidéo d'action-infiltration développé par Kojima Productions et édité par Konami, sorti le 1er septembre 2015 sur PlayStation 3, PlayStation 4, Xbox 360, Xbox One et Windows.

## Synopsis
L'histoire du jeu se déroule chronologiquement après Metal Gear Solid V: Ground Zeroes, et avant Metal Gear premier du nom.
The Phantom Pain se déroule en 1984, après que Big Boss soit sorti d'un coma de neuf ans. Une partie de l'intrigue se déroule à Chypre puis en Afghanistan pour ensuite se poursuivre en Afrique centrale.
L'invasion de l'Afghanistan par l'URSS au début des années 1980 bouleverse le cours de la guerre froide et a marqué une nouvelle ère tandis que le mercenaire légendaire compte bien faire part au monde entier de son retour alors qu'il n'est plus qu'une légende tombée dans l'oubli, tout cela dans la continuité d'un plan à la gravité dramatique qu'il prépare, afin de se venger de la mort de ses hommes, de ses camarades, et de la destruction de sa Mother Base durant l'attaque de celle-ci par l'agence Cipher.
Sa première mission, qui le voit accompagné d'Ocelot, ancien ennemi de longue date qui l'a aidé à la suite du réveil de son profond coma, consiste à libérer Kazuhira Miller, son partenaire, des mains des forces soviétiques qui ont investi les terres afghanes, première étape de son offensive sanglante qui emportera avec elle le monde entier...

## Distribution (voix)
- Kiefer Sutherland : Punished "Venom" Snake
- Robin Atkin Downes : Kazuhira Miller
- Troy Baker : Revolver Ocelot
- Stefanie Joosten (en) : Quiet
- Jay Tavare : Code Talker
- Christopher Randolph : Dr Huey Emmerich
- Piers Stubbs : Eli
- James Horan : Skull Face
- Christos Vasilopoulos (en) : Dr. Evangelos Constantinou
- Lori Alan : IA de The Boss
- Vanessa Marshall : Strangelove
- Time Winters : Major Zero
- Tara Strong : Paz Ortega Andrade
- Donna Burke (en) : voix de l'iDroid

## Système de jeu
Le gameplay de Metal Gear Solid V: The Phantom Pain est assez différent de ses prédécesseurs. Le jeu est en monde ouvert, une première pour la série.
Le joueur peut utiliser le système « Fulton » apparu dans Portable OPS ; cela consiste à poser un harnais avec un ballon auto-gonflant sur un objet ou à un personnage quelconque (ennemi, animal...) qui sera emporté jusqu'à la base après quelques instants. Similitude à Peace Walker, le joueur a la possibilité d'avoir une base, et il peut se promener à l'intérieur et y obtenir des améliorations pour son personnage. Il est possible de piloter des véhicules terrestres (jeep, chars) ainsi que de monter à cheval. Les cartons pour se cacher sont présents, mais avec des nouveautés : le joueur peut s'éjecter rapidement du carton si un soldat le repère, ou l'ouvrir pour tirer au travers, ainsi que coller des photos sur son carton pour distraire les ennemis (un colonel pour que le soldat se mette au garde à vous, ou une fille en bikini pour qu'il relâche sa vigilance).
Un cycle jour/nuit et des événements météorologiques dynamiques sont également présents. Ce dernier ajout permet lui aussi de nombreuses possibilités de gameplay ; pour s'infiltrer dans une base ennemie, Snake peut repérer l'heure à laquelle un camion de ravitaillement passe chaque jour et peut placer un obstacle sur sa route pour le faire s'arrêter et rentrer à l'intérieur. Pour ce qui est d'attendre que la nuit tombe ou que le jour se lève, le cigare permet d'attendre des heures voire des jours entiers en quelques secondes, ce qui permet de choisir le meilleur moment pour attaquer ou s'infiltrer. Un « bullet time » est également présent : si un ennemi découvre le joueur par exemple, le jeu passe au ralenti pendant quelques secondes, le temps que le joueur le neutralise. Le cycle jour/nuit affecte également les ennemis : si le joueur infiltre un camp, les ennemis ne sont pas tous en uniforme ou en patrouille, mais s'ils le repèrent ou que le joueur en tue et part, ils effectuent des recherches dans la zone et sont tous en uniforme avec casque et gilets pare balles, et seront aux aguets lors de la prochaine visite. Le joueur peut également donner des ordres aux PNJ alliés, ce qui peut donner des situations assez créatives. Pour se débarrasser d'un hélicoptère, Snake peut poser des explosifs sur un objet présent sous l'hélicoptère (par exemple une voiture), puis il peut y poser un Fulton pour finalement faire exploser la voiture lorsqu'elle sera à la même hauteur que l'hélicoptère. La présence d'animaux comme dans MGS 3 a été confirmée ; si Snake se promène en pleine campagne, il peut être confronté à une meute de loups, mais il peut aussi rencontrer des chèvres qu'il peut envoyer à la Mother Base à la demande d'une ONG dans le but de les extraire des zones de combat.

## Multijoueur
Metal Gear Online est le nom du mode multijoueur de la série depuis Metal Gear Solid 3: Subsistence. Metal Gear Online propose plusieurs modes de jeux différents exploitant le nouveau gameplay du jeu et les possibilités tactiques qui en découlent. Les différentes classes des anciens épisodes sont de retour et sont personnalisables de façon indépendante.
Le mode « Team Sneak » consiste en un affrontement d'équipes dans lequel l'une doit attaquer l'autre, l'équipe attaquante étant alors équipée de camouflages optiques et d'armes non létales.

## Développement
En février 2012, un site nommé « Development Without Borders » tenu par Konami est mis en ligne pour promouvoir le développement d'un nouveau Metal Gear, qui est intitulé « The Next MGS ».
Le 27 mars 2013, lors de la conférence de Konami à la Game Developers Conference de San Francisco, Hideo Kojima a révélé officiellement que le nom du jeu serait The Phantom Pain, et qu'un prologue nommé Metal Gear Solid V: Ground Zeroes sera vendu séparément.
Le 6 juin 2013, Konami annonce que le rôle de Snake est interprété par Kiefer Sutherland. Le 10 juin 2013, le jeu est annoncé lors de la conférence Microsoft à l'E3 2013.